# Isca Augusta

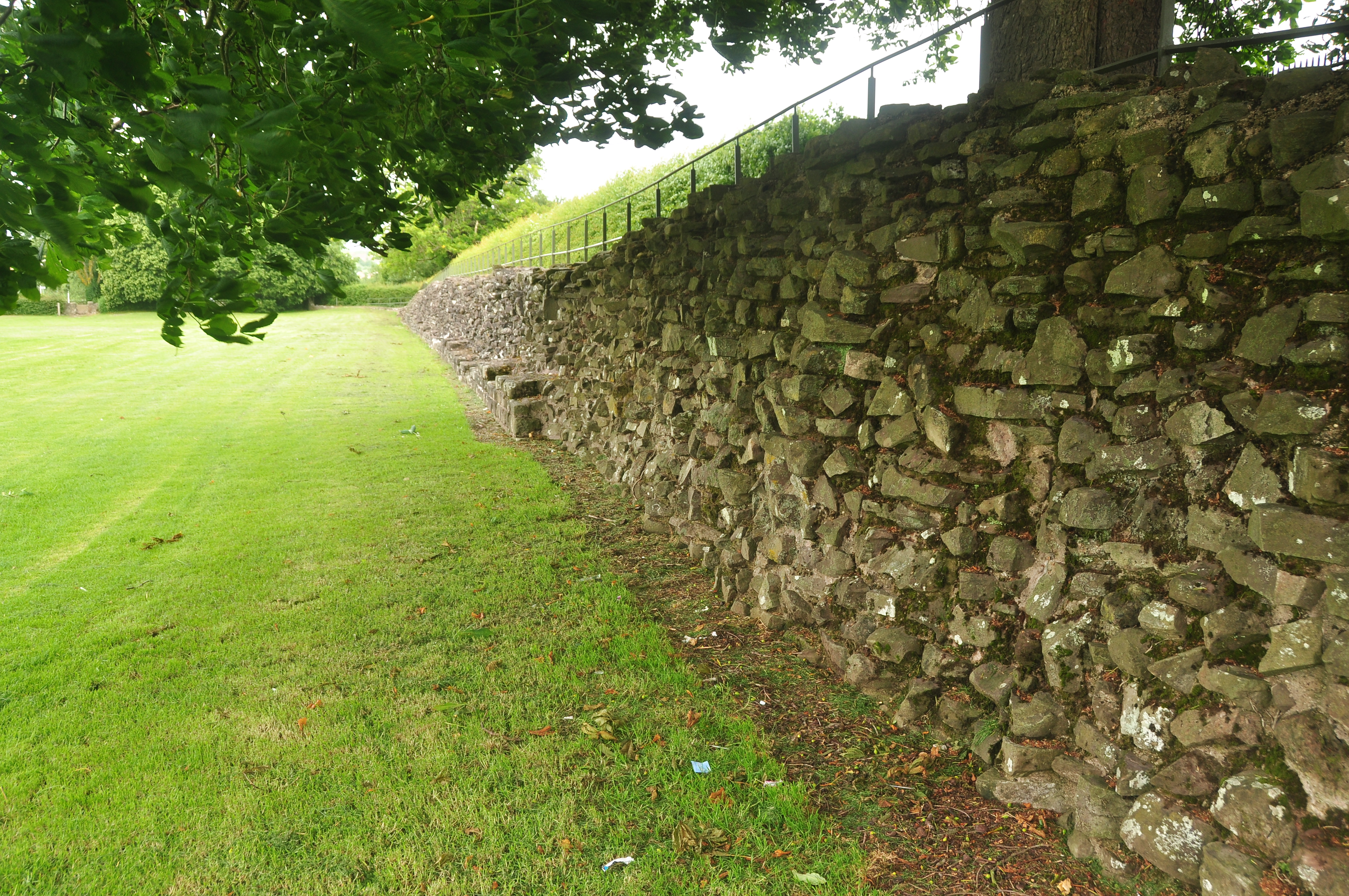
Římská zeď v Caerleonu

Isca, nazývaná též Isca Augusta nebo Isca Silurum, je název lokality, kde na terase v širokém zákrutu řeky Usk stála starověká římská legionářská pevnost spolu s osadou (vicus), jejichž pozůstatky leží pod moderním předměstím Caerleonu na sever od města Newport v jižním Walesu. Zdejší amfiteátr je chráněnou památkou.
Isca Augusta, v níž měla velitelství legie II. Augusta („Legio Secunda Augusta"), která se v roce 43 n. l. podílela na invazi v době vlády římského císaře Claudia, poskytuje jedinečnou příležitost zkoumat, jak probíhalo dobývání Británie římským vojskem a její kolonizace.
Byla to jedna ze zhruba třiceti podobných pevností, které zabezpečovaly hranice Římské říše od divokých hor ve Skotsku po pouště v Arábii; zároveň jedna z pouhých tří trvale obsazených legionářských pevností v římské Británii a na rozdíl od obou ostatních, také vybudovaných pro elitní římské legie (v Chesteru a Yorku), se zdejší stavby pod poli a městem Caerleonem zachovaly poměrně dobře. Vykopávky stále přinášejí nové objevy, pokud jde o rozsah a povahu tohoto místa. Jedním z velkých objevů je komplex vskutku rozsáhlých monumentálních budov mimo samotnou pevnost mezi řekou Usk a amfiteátrem. O této nové oblasti (canabae) se dříve vůbec nevědělo.

## Název
V keltském jazyce Britů jméno Isca značí „voda" a vztahuje se k řece Usk. Augusta se objevila v ravennské Kosmografii a šlo o čestný titul odvozený od názvu legie, která tam byla posádkou, a její název pochází od zakladatele této legie, císaře Augusta.
Běžně se toto místo také nazývá Isca Silurum, aby se odlišilo od pevnosti Isca Dumnoniorum, leželo totiž na území kmene Silurů. Ale neexistují důkazy, že bylo užíváno v době římské. Pozdější pojmenování, Caerleon, je odvozeno z velšského výrazu pro „pevnost římské legie" nebo „domov legie".

## Založení a další vývoj
Isca byla založena v roce 74 nebo 75 během závěrečných tažení, jimž velel římský spisovatel a politik Sextus Julius Frontinus, boje se vedly proti domorodým kmenům západní Británie, zejména Silurům v jižním Walesu, kteří se proti Římanům odhodlaně bránili déle než jednu generaci.

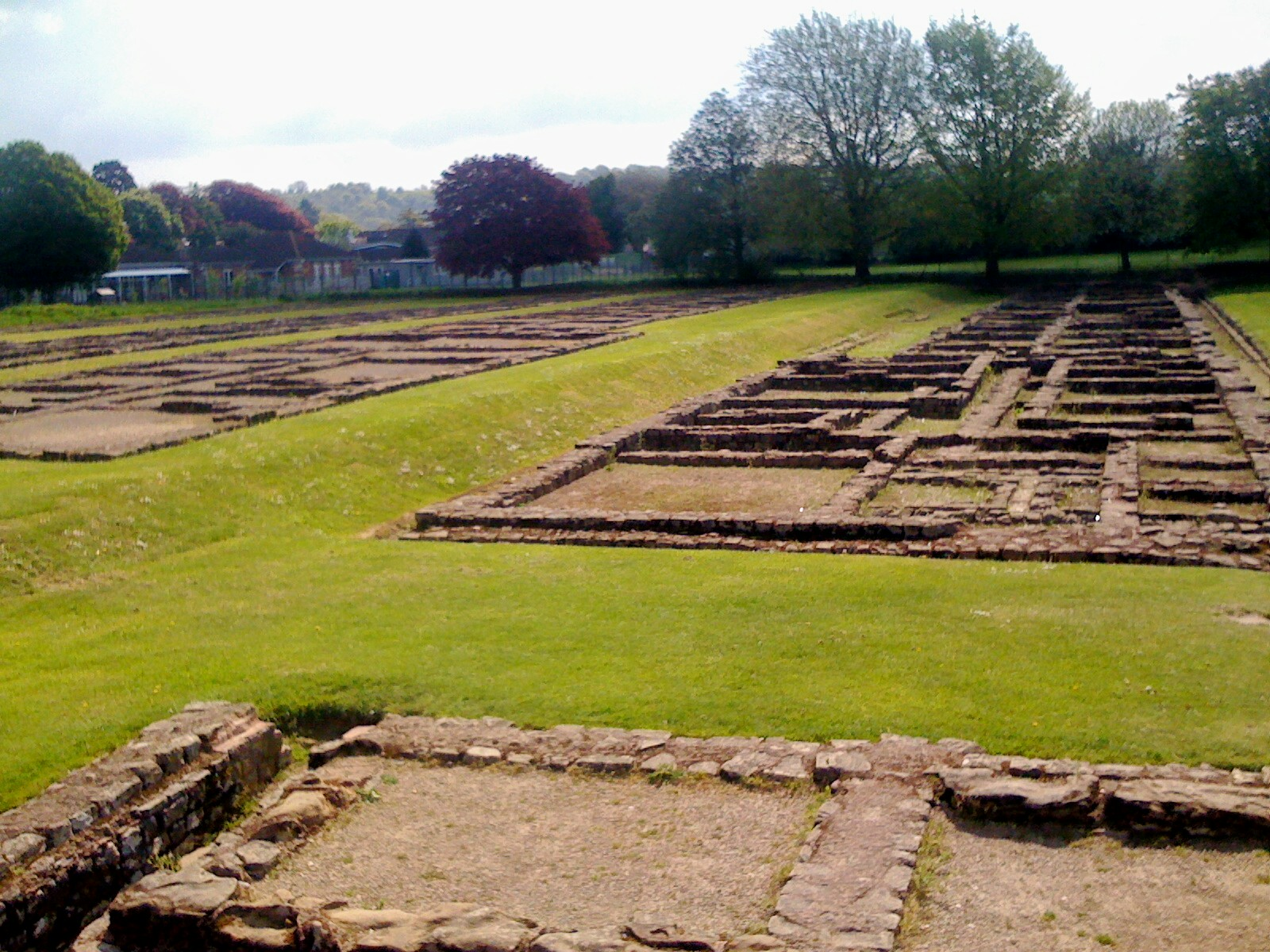
Kasárenské bloky Prysg Field Barracks, Isca Augusta

Isca se stala sídlem velitelství legie II. Augusta, která měla základnu ve velké pevnosti typického tvaru, obehnané příkopem, valem z vykopané zeminy a hradbou z kůlů. Zůstala jím přinejmenším do roku 300. Bylo to vojenské castrum, takřka soběstačný, standardně vybavený římský vojenský tábor, kde sídlila legie: nacházela se tu budova velitelství, sídlo legáta, domy tribunů, kuchyně, nemocnice, velké lázně, různé dílny, kde pracovali například kováři, tesaři, ševci, krejčí, kasárenské bloky v 64 řadách po dvou a sýpky;
to vše na ploše 20 hektarů. Bylo zde ale něco neobvyklého: hned za hradbami pevnosti stál velký amfiteátr.
V té době byly v Británii čtyři legie z celkového počtu třiceti v Římské říši, takže Británie patřila k provinciím s největším počtem vojáků - jak kvůli postavení na hranicích říše, tak nepřátelským sousedům. Každá legie se skládala z více než 5000 výborně ozbrojených a vysoce disciplinovaných profesionálních vojáků, kteří do armády vstupovali přinejmenším na dvacet let. Coby páteř vojska byli legionáři dobyvateli a staviteli Římské říše. Ze zahraničí s sebou přinášeli nové myšlenky, zvyklosti a tradice, čímž ve společnosti a kultuře Británie zanechali trvalou stopu.

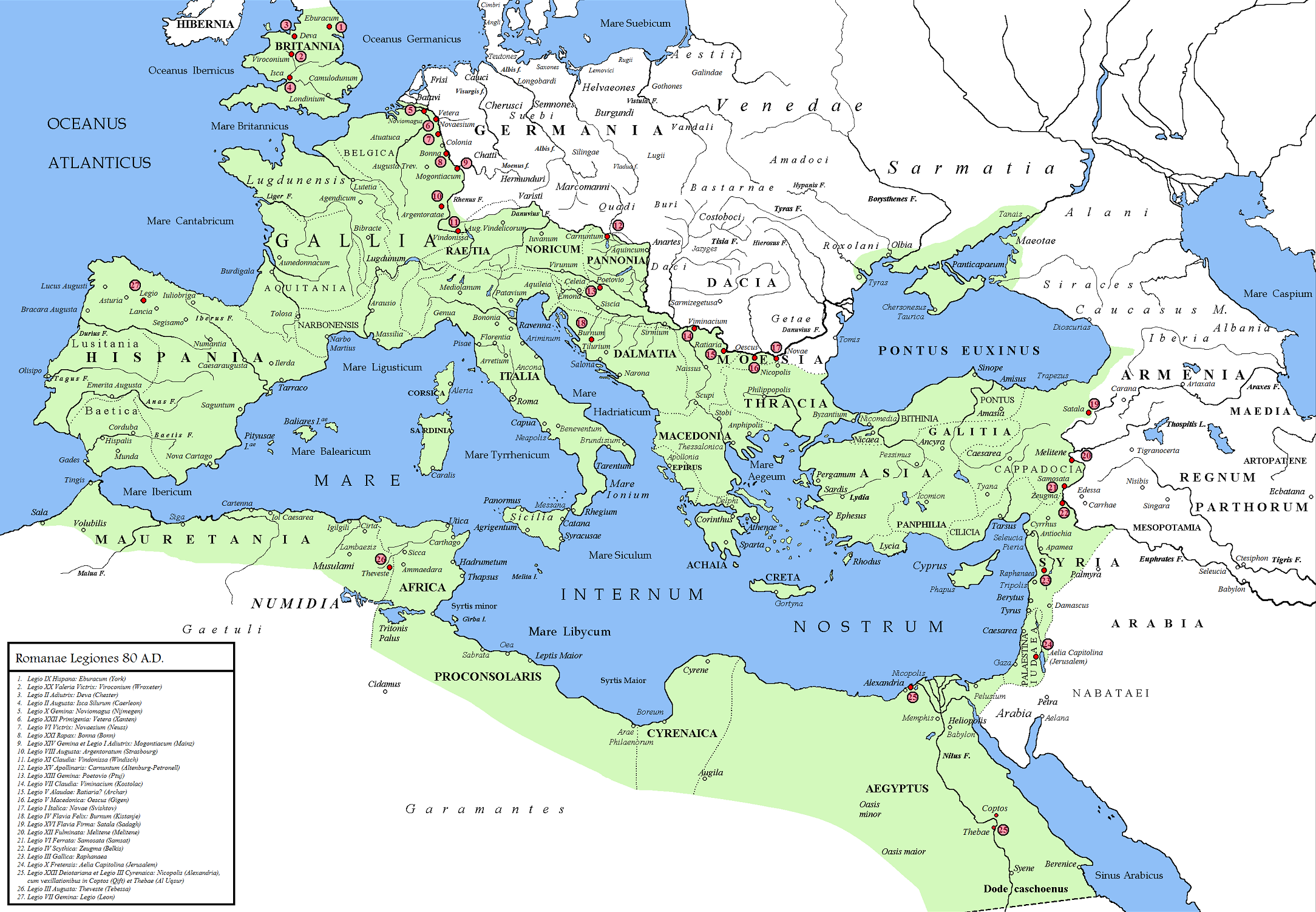
Legionářské pevnosti v roce 80

Nápis věnovaný císaři Traianovi uvádí datum 99/100; tehdy byly hradby pevnosti zvenku obloženy kamenem. Palisáda se tedy skládala z kamenné zdi o tloušťce přibližně 1,5 metru vzadu doplněné náspem, vpředu příkopem.
Později byly legie třeba jinde v provincii a počet vojáků zde klesal, ale každá kohorta stále byla v pevnosti zastoupena. Když se v roce 190 dostal k moci Septimius Severus, nechal Iscu zmodernizovat. Další úpravy probíhaly za římského císaře Caracally (vládl v letech 211 až 217), kdy byla přestavěna jihozápadní brána, přebudován amfiteátr, kasárenské bloky dostaly novou střechu a prošly dalšími opravami. Poslední známé stavební úpravy proběhly v letech 253–258. Ke konci 3. století byla legie převelena a pravděpodobně rozdělena na menší útvary, aby bojovala v zájmu některého z císařů v druhé polovině 3. století. I když pevnost byla téměř prázdná, zůstávala tam minimální posádka; pravděpodobně až do 70. let 3. století.
Nejdůležitější stavby nechali patrně zbořit uchvatitelé Carausius nebo jeho pokladník Allectus, když druhá legie musela bránit území před možnou invazí z evropského kontinentu. Kámen z pevnosti pravděpodobně znovu použili při výstavbě obranných linií na jižním pobřeží. Příležitostně bylo v pevnosti vojsko až do první poloviny 4. století, ale později se tam usídlili obyvatelé z blízké civilní osady (zvané vicus) a z lázní si udělali ohradu pro dobytek.
Nedávné nálezy svědčí o přítomnosti Římanů v té či oné podobě až do roku 380.

## Křesťanští mučedníci
Podle svatého Gildy a později Bedy Ctihodného se dva křesťané stali v římském Caerleonu mučedníky ve stejné době jako první britský mučedník svatý Alban, který byl údajně sťat ve městě Verulamium (dnešní St Albans) ve 3. nebo na začátku 4. století.

## Amfiteátr

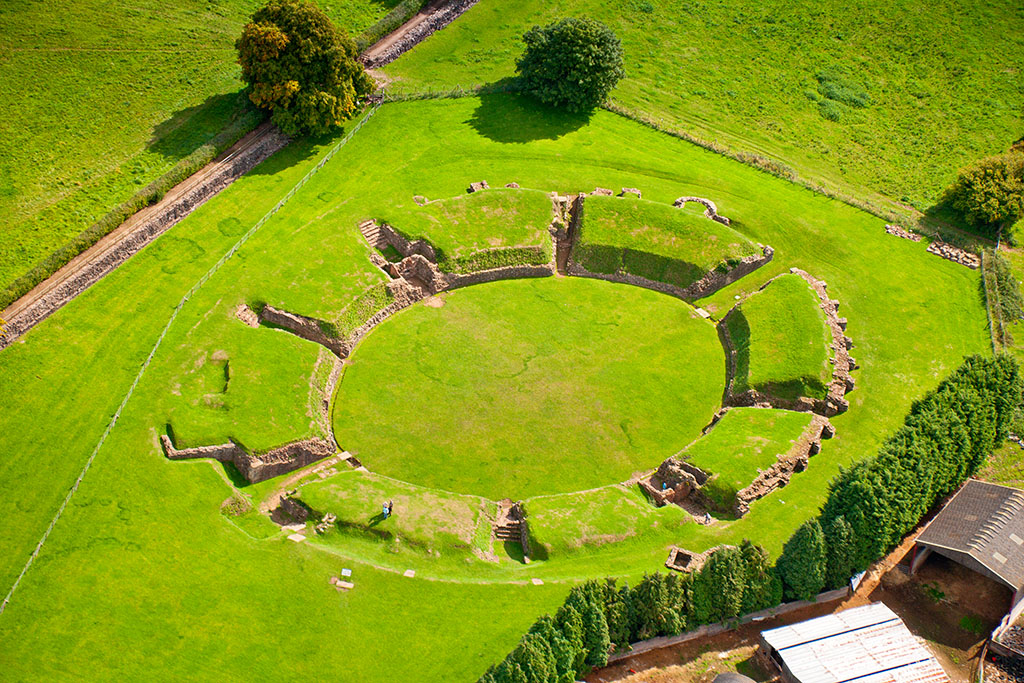
Pohled na amfiteátr shora

V době podstatně pozdější dostal ještě nevykopaný amfiteátr mezi místními přezdívku „Kulatý stůl krále Artuše", ale žádná známá souvislost kromě tvaru mezi ním a tímto stolem není.
Poté, co se první průzkum v roce 1909 ukázal jako slibný, vykopávky začaly v roce 1926, vedl je Victor Erle Nash-Williams (podle jiných pramenů sir Mortimer Wheeler). Mimo jiné vyšlo najevo, že amfiteátr byl postaven kolem roku 80. Poté, co na začátku 2. století vyhořel, byl okolo roku 138 vybudován znovu a zničen přibližně o šedesát let později, okolo roku 196 nebo 197. Pak ho znovu obnovili za tažení císařů Severa a Caracally v Británii někdy v letech 97-211. Postupně se přestal používat zhruba v polovině 4. století, přibližně ve stejné době, kdy vojsko pevnost v Caerleonu opustilo. Na nejmladší římské minci nalezené v této lokalitě je Flavius Iulius Valens, římský císař v letech 364 až 378.
Aréna oválného tvaru má osm vchodů. Rozsáhlé kamenné základy se zachovaly ve výborném stavu. Kapacita stadionu se odhaduje na šest tisíc sedících diváků, takže se do hlediště amfiteátru vešla celá legie. Kromě bojů gladiátorů a podobných her zde pravděpodobně probíhaly vojenské přehlídky a výcvik jednotek posádky.

## Lázně

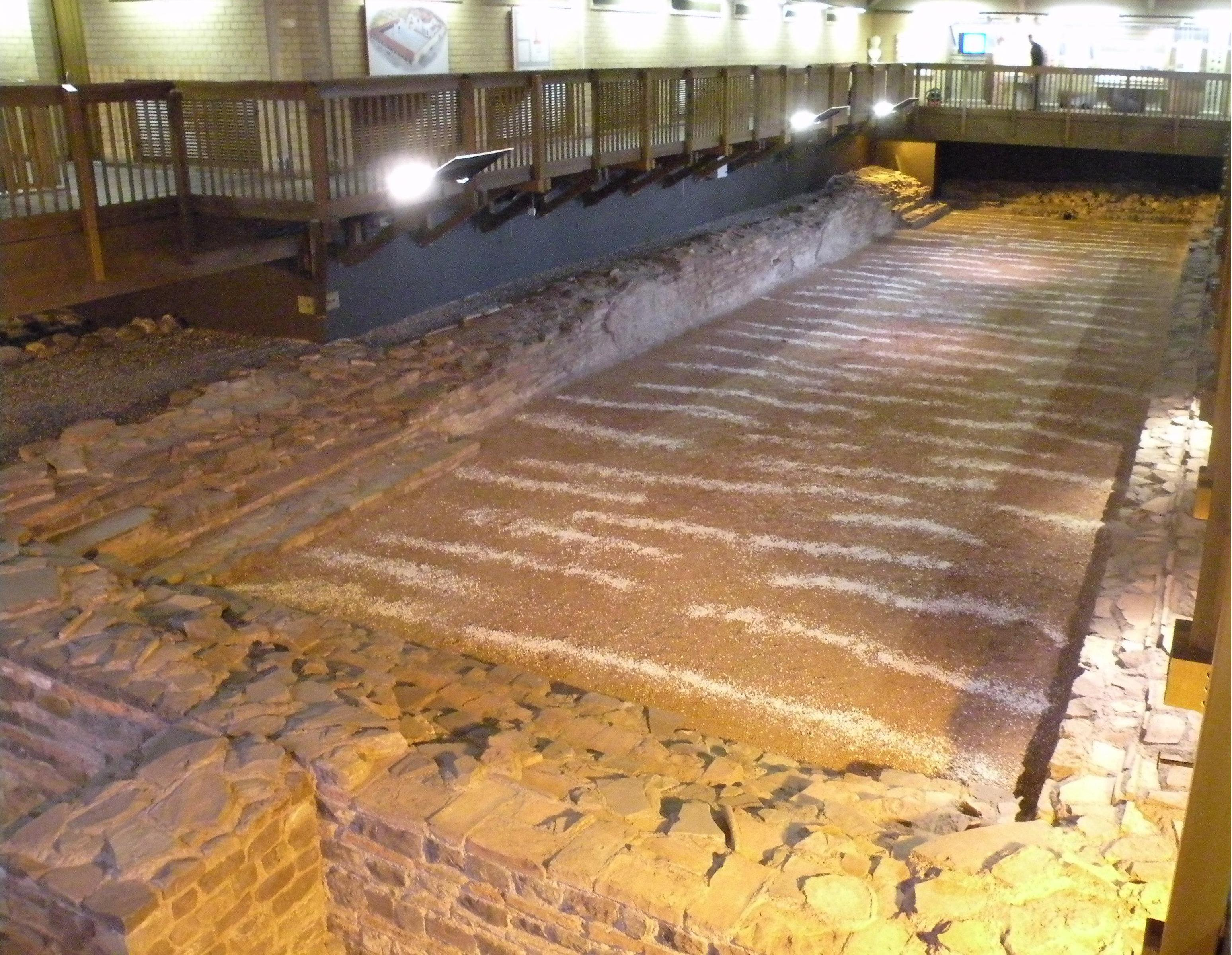
Lázně

Byly vybaveny veškerým pohodlím, jaké potřebovala armáda, aby se v provinční Británii cítila dobře. Vojáci tam měli bazén a mohli si vybrat koupele horké, vlažné i studené.
V polovině 80. let 20. století byly lázně otevřeny pro veřejnost. Poblíž se nacházejí základy jediných legionářských kasáren, které je v Evropě možné navštívit (Prysg Field Barracks).

## Legionářské muzeum

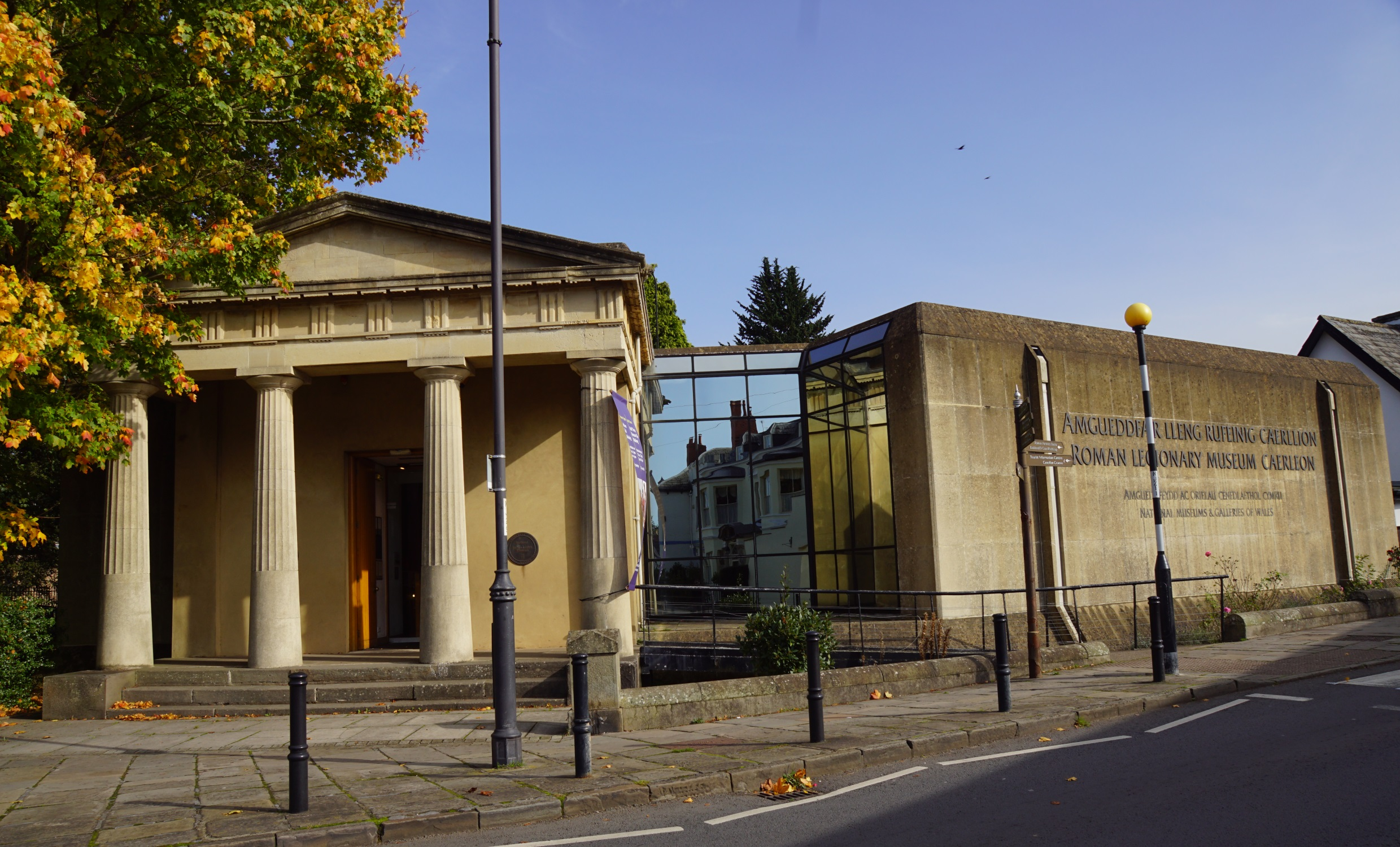
Národní muzeum římských legií

Ve vesnici bylo zřízeno Národní muzeum římských legií coby součást Národních muzeí a galerií Walesu. Jsou v něm vystaveny artefakty a nálezy z vykopávek v celé vesnici včetně římských mincí, zbraní, uniforem i rytých drahých kamenů.

## Přístav
V srpnu 2011 byl oznámen nález pozůstatků římského přístavu v Caerleonu, teprve druhý v římské Británii po Londýnu. Objeven byl jeden z největších komplexů staveb z římské doby v Británii. Římané pro něj vybrali místo už na území kmene Silurů, ale zároveň dost blízko ústí řeky Usk, aby se tam mohly dostat lodě z moře, pokud by bylo třeba do pevnosti urychleně poslat posily nebo zásoby.

## Římané a dnešní ulice v Caerleonu

Křižovatka High Street s cestou vedoucí k amfiteátru

Systém silnic v Caerleonu stále prozrazuje, kudy šla římská „via principalis" (dnešní ulice Broadway), která spojuje muzeum se zříceninami amfiteátru, kasárnami a hradbami pevnosti. High Street leží na staré římské „via praetoria"; ta vedla k přechodu přes řeku Usk a stále je možné po ní dojít až k hradbám, jimž do původní výšky 3,5 metru chybí jen málo.